# محمدحسن آخند
محمدحسن آخُند ملا، سیاستمدار و از رهبران طالبان است که از ۷ سپتامبر ۲۰۲۱ به عنوان رئیس‌الوزرای موقت افغانستان خدمت می‌کند. او پیشتر در حکومت طالبان در دهه ۱۹۹۰، ابتدا وزیر امور خارجه و سپس معاون رئیس‌الوزرا بوده و در سلسله مراتب قدرت طالبان نفر سوم بوده‌است. او همچنین رئیس شورای رهبری طالبان است. آخند در فهرست تحریم‌های سازمان ملل متحد قرار دارد. آخند که پشتون و اهل قندهار است از نزدیکان و مشاوران ملا محمد عمر بود. نسب آخند به احمد شاه درانی، بنیان‌گذار افغانستان مدرن، بر می‌گردد. آخند آثار متعددی در زمینه اسلام تألیف کرده‌است.
در ۷ سپتامبر ۲۰۲۱، ۸ روز پس از خروج سربازان خارجی از افغانستان و ۲۴ روز پس از تصرف کابل به دست طالبان، آخند در کابینه سرپرست امارت اسلامی به حیث سرپرست رئیس‌الوزرا تعیین شد.